# Дело News International

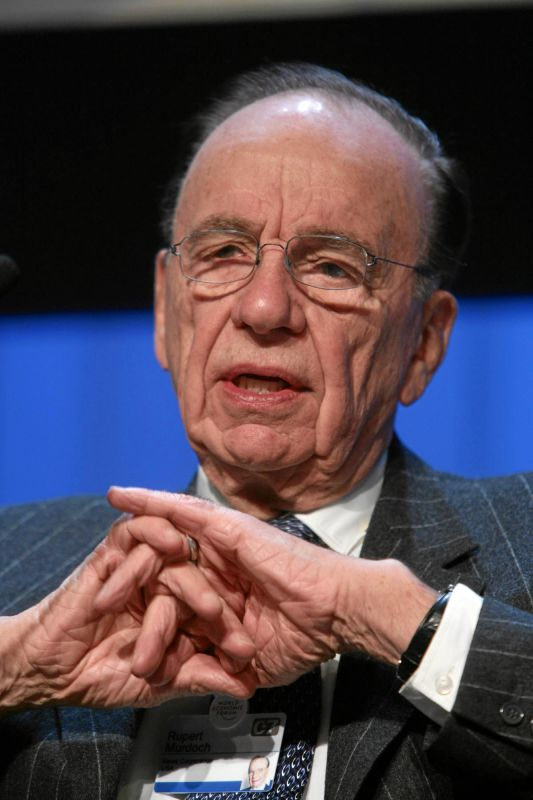
Руперт Мёрдок, председатель и исполнительный директор News Corporation, материнской компании News International

Дело News International —  скандал, связанный с тем, что сотрудники газеты News of the World, ведущего таблоида Великобритании, издававшегося компанией News International, чей материнский концерн News Corporation возглавляет известный медиамагнат Руперт Мёрдок, занимались незаконным прослушиванием телефонных разговоров.

## Обвинения
Сотрудники газеты были обвинены в систематическом совершении уголовных преступлений: в незаконной прослушке телефонных разговоров частных лиц (включая Королевский двор и знаменитостей), получении информации из конфиденциальных источников путём подкупа сотрудников полиции и спецслужб, давления на полицию и политических деятелей.
Первое расследование проводилось в 2005—2007 гг. и было возобновлено в июле 2011 года, когда стало известно о прослушке телефона убитой школьницы Милли Доулер, а также родственников солдат, погибших в Афганистане, и жертв лондонских терактов 2005 года.
Бойкот со стороны рекламных агентств привел к закрытию News of the World 10 июля 2011 года, после 168 лет существования.
Премьер-министр Дэвид Камерон 6 июля 2011 года объявил о начале работы двух специальных следственных комиссий, одна из которых должна была расследовать дело News of the World, а другая — этическую культуру британских СМИ в целом.
13 июля 2011 года руководитель издательского дома News International Ребекка Брукс подала прошение об отставке Джеймсу и Руперту Мёрдокам, которое было удовлетворено.
4 июля 2014 года в Лондонском центральном уголовном суде был оглашён приговор, по которому бывший главный редактор еженедельника News of the World и бывший помощник по прессе британского премьер-министра Энди Коулсон получил полтора годам заключения, редактор новостей Джеймс Витэруп — год заключения, редактор новостей Грег Мискив и репортёр Невилл Терлбек — по шесть месяцев заключения, частный детектив Гленн Малкер — шесть месяцев заключения с отсрочкой на год.